# مخيم عين السلطان
عين السلطان هو مخيم للاجئين نشأ عام 1948. يقع المخيم في الجهة الغربية من مدينة أريحا ويتصل بها، تأسس على أرض مساحتها 708 دونم، قامت وكالة الغوث باستئجارها من الحكومة الأردنية، ووأصبح المخيم تحت سيطرة السلطة الفلسطينية عند قدومها عام 1994سمي مخيم عين السلطان بهذا الإسم نسبة إلى نبع عين السلطان.

## السكان
يعود أصل السكان في المخيم إلى مدينة يافا وقراها، والرملة، وبئر السبع، وغزة. بلغ عدد سكان المخيم عند إنشائه 35 األف نسمة، وانخفض  كثيرا  جدا بعيد حرب حزيران عام 1967 بسبب هجرة السكان منه إلى الضفة الشرقية في الأردن، وارتفع العدد عام 2007 إلى 3119 نسمة، وصل عدد السكان عام 2012، 3587 نسمة، وتشير بيانات الأونروا إلى أن العدد قد بلغ حوالي 2028 نسمة. 
تنحدر أصول سكان المخيم من كافة أرجاء فلسطين التاريخية التي هاجروا منها عام 1984، ومنهم من من سكان منطقة الديوك، وفي أعقاب حرب 1967 فقد هاجر معظم اللاجئين إلى الأردن.
يعيش في المخيم عدة عائلا منها عائلة الدوايمة، وعائلة الدواهيك. 

## الاحتلال الإسرائيلي
بعد حرب 1967، أصبحت معظم بيوت المخيم فارغة، بعد أن تركها أصحابها في أعقاب حرب 1967، مما أعطى الاحتلال الإسرائيلي المبرر لهدمها، حيث قامت جرافات الاحتلال عام 1985 بهدم جميع المنازل غير المأهولة بالسكان، وبحضور عدد من المسؤولين في وكالة الغوث، أعلنت الوكالة في بيان لها، أن عمليات الهدم شملت البيوت غير المأهولة فقطتعهدت سلطات الاحتلال بعدم الاستيلاء على المناطق التي تمت إزالة ما عليها وعدم استعمالها لأي غرض.
لكن ما يحصل هو أن مخيم عين السلطان يقع في مشاريع التوطين الصهيونية ضمن بند هدم المخيم وإقامة وحدات سكنية جديدة بدلاً من الحالية، وتوطين اللاجئين ورفع خدمات وكالة الغوث عن المخيم، بحيث يصبح تابعاً إدارياً لبلدية أريحا. وقد كان هدم البيوت غير المأهولة في عام 1985 ضمن مخطط التوطين.

## الخدمات والمؤسسات
تقوم الأونروا بتزويد المخيم بالمياه من خلال ضخها من عين مجاورة، في الوقت الذي ترتبط فيه كافة المساكن بالبنية التحتية لشبكتي المياه والكهرباء، إلا أن نقص المياه في المخيم يسبب صعوبات جمة للاجئين، وخصوصا في أشهر الصيف.
يوجد في المخيم مركز صحي تابع لوكالة الغوث، ومركز صحي خاص، ومدرستان. يشتبك المخيم بخدمة الكهرباء والماء وجمع النفايات إلا أنه لا يوجد فيه شبكة صرف صحي.

## أعلام
- جميل أبو صبيح، الشاعر.